# Crossostylis pedunculata
Crossostylis pedunculata är en tvåhjärtbladig växtart som beskrevs av Albert Charles Smith. Crossostylis pedunculata ingår i släktet Crossostylis, och familjen Rhizophoraceae. Inga underarter finns listade i Catalogue of Life.